# La pietra delle lacrime
La pietra delle lacrime (in lingua originale, Stone of Tears) è un romanzo fantasy del 1995 dello scrittore statunitense Terry Goodkind e rappresenta il secondo libro della saga La spada della verità, preceduto da La prima regola del mago e seguito dal romanzo La stirpe dei fedeli.
È stato pubblicato in lingua italiana per la prima volta dall'editore Fanucci suddiviso in due volumi, Il guardiano delle tenebre (1999) e La pietra delle lacrime (2000). In seguito è stato ripubblicato in volume unico col titolo La spada della verità - Volume 2 (2001) e La pietra delle lacrime (2015).

## Trama

### Il guardiano delle tenebre
Il libro si allaccia direttamente alla conclusione del precedente La prima regola del mago. Aprendo una delle scatole dell'Orden, il tiranno Darken Rahl è stato risucchiato nel mondo sotterraneo, ma al contempo ha lacerato il velo che separa quest'ultimo dal mondo dei vivi; sulla terra appaiono mostri del mondo sotterraneo, nonché la misteriosa Pietra delle Lacrime, che serve a tenere l'oscuro spirito del Guardiano intrappolato del mondo sotterraneo. Allarmato, il mago Zeddicus Zu'l Zorander affida la Pietra alla bambina Rachel e poi si reca dall'incantatrice Adie per cercare con lei un modo per scongiurare la minaccia.
Intanto Richard Cypher, il Cercatore della Verità, e Kahlan Amnell, la Madre Depositaria, hanno fatto ritorno dal Popolo del Fango per sposarsi. Richard comincia a soffrire di forti emicranie. Sopraggiungono tre incantatrici appartenenti all'ordine delle Sorelle della Luce, che gli spiegano che questo è un effetto del "Dono", la magia innata in Richard, e che se egli non imparerà a padroneggiarlo, ne rimarrà ucciso; le tre donne gli offrono di istruirlo, a patto che Richard indossi un collare stregato che lo porrebbe in loro potere e le segua al Palazzo dei Profeti, sede del loro ordine. Richard, cui il collare ricorda la traumatica prigionia presso la Mord-Sith Denna, rifiuta per due volte l'offerta e due delle incantatrici si uccidono. Il Cercatore e la Madre Depositaria ottengono che il Popolo del Fango evochi gli spiriti degli antenati per chiedere loro consiglio, ma durante il rito appare lo spirito di Darken Rahl, che li marchia. Subito dopo Kahlan viene visitata dallo spirito di Denna, che offre il proprio aiuto e la incoraggia ad accettare l'offerta delle Sorelle della Luce, altrimenti l'amato morirà. Per vincere la riluttanza di Richard, Kahlan arriva a sconfessare il proprio amore per lui, finché il Cercatore, avvilito, cede, indossa il collare e segue la terza incantatrice, Sorella Verna, alla volta del Palazzo dei Profeti. Il tragitto di Richard e Verna si rivelerà molto difficoltoso a causa dell'insofferenza del Cercatore alle imposizioni della Sorella della Luce, che dichiara di non volere e non potere rimuovere il collare se prima l'addestramento di Richard non sarà stato completato. Nel corso del viaggio egli salva un cucciolo di garg, che gli si affeziona e lo segue.
Il Palazzo dei Profeti si trova nella città di Tanimura, nel Vecchio Mondo, separato dalle Terre Centrali da una barriera magica tenuta in piedi da una serie di torri incantate. Ivi ha sede l'ordine di incantatrici delle Sorelle della Luce, che da millenni raccoglie i bambini con il dono e li addestra a maghi, mentre si dedica allo studio di antiche profezie. Le Sorelle della Luce sono fanaticamente devote ad una divinità chiamata "Creatore", ma fra di loro operano in segreto alcune Sorelle dell'Oscurità, che invece sono baneling, cioè votate al servizio del Guardiano del mondo sotterraneo; le Sorelle dell'Oscurità praticano riti occulti, nei quali rubano il potere ai maghi e si accoppiano con mostri chiamati nimble. 
Nel frattempo Kahlan, accompagnata da Chandalen e altri due cacciatori del Popolo del Fango, parte per Aydindril, la sede dell'ordine delle Depositarie, ove spera di mettersi in contatto col mago Zedd. Sul percorso i quattro trovano la città di Ebinissia, capitale del regno Galea, devastata e la sua popolazione massacrata.

### La pietra delle lacrime
Richard e Sorella Verna varcano la Valle dei Perduti, che separa il Nuovo Mondo dal Vecchio Mondo, ed è attraversata da una serie di torri incantate che ostacolano i viaggiatori. Secondo accordi tra il Palazzo dei Profeti ed un regno del Vecchio Mondo, a Richard viene poi chiesto di immolare una donna del popolo dei Baka Ban Mana, ma lui si rifiuta e la conduce via con sé per liberarla. La donna, di nome Du Chaillu, lo guida però in un'imboscata, sicché Richard è costretto a farsi largo con la spada, uccidendo trenta guerrieri. Du Chaillu gli rivela che tutto ciò ha adempiuto una vecchia profezia: Richard è il "Caharin", un inviato degli spiriti che riporterà i Baka Ban Mana nelle loro terre originarie, dalle quali sono stati espulsi tremila anni prima. Sconcertato, Richard si separa da Du Chaillu e raggiunge con Sorella Verna il Palazzo dei Profeti, ove viene affidato all'istruzione delle Sorelle della Luce. Soprattutto una novizia di nome Pasha Maes cerca di ingraziarselo a tutti i costi, ma Richard rimane ostile, desiderando solo essere liberato dal collare.
Col tempo Richard entra in confidenza con gli abitanti del Palazzo dei Profeti, soprattutto con Verna, che si è affezionata a lui, con il mago Warren, che è innamorato di Pasha, e con il profeta Nathan Rahl, un suo avo. Richard fa anche la conoscenza della Priora Annalina, che a suo tempo aiutò George Cypher, il padre adottivo di Richard, ad impadronirsi del Libro delle Ombre Importanti. Nathan Rahl gli rivela che le Sorelle della Luce sono particolarmente interessate a lui perché è capace di usare sia la Magia Aggiuntiva che quella Detrattiva, nonché di essere potenzialmente il primo mago-guerriero apparso sulla terra da tremila anni. Egli potrebbe quindi essere l'unico al mondo in grado di ricucire il velo e bandire il Guardiano. Richard scopre anche che esistono altri modi oltre al collare per evitare le emicranie indotte dal dono e che l'addestramento delle Sorelle della Luce dura diversi secoli. Infine il Cercatore scopre una sinistra profezia, secondo la quale Kahlan verrà pubblicamente decapitata, e che solo una vittoria del Guardiano potrebbe scongiurare questo evento. Richard si risolve di evadere dal Palazzo dei Profeti.
Kahlan Amnell e i tre cacciatori del Popolo del Fango partono da Ebinissia e scoprono che i responsabili del massacro sono un'eterogenea armata di soldati di vari regni, che si sono riuniti sotto l'insegna di una potenza del Vecchio Mondo, l'Ordine Imperiale. La Madre Depositaria si pone alla guida di una truppa di reclute galeane superstiti e con una serie di sanguinose azioni di guerriglia sconfigge il nemico. Raggiunta Aydindril per fare rapporto al Consiglio delle Terre Centrali, Kahlan scopre che anche questo è sotto l'influenza dell'Ordine Imperiale, finisce quindi pubblicamente processata, destituita e incarcerata, ma scampa all'esecuzione con l'aiuto di alcuni compagni. Rintraccia finalmente il mago Zedd e gli racconta di come ha indotto Richard ad accettare il collare delle Sorelle della Luce, al ché il vecchio furibondo la accusa di averlo tradito per niente e la riconsegna al Consiglio per farla decapitare.
I baneling infiltrati al Palazzo dei Profeti passano all'attacco. Richard e la Priora si salvano a fatica dagli aggressori; Pasha, ingannata a credere che Richard sia un baneling, rimane uccisa, mentre Sorella Ulicia, capo delle Sorelle dell'Oscurità, fugge con cinque compagne via mare. Richard raduna i Baka Ban Mana e con loro attraversa la Valle dei Perduti. Raccoglie la Pietra delle Lacrime da Rachel e, montando in groppa alla dragonessa Scarlet, raggiunge il Palazzo del Popolo nel D'Hara. Ivi è in corso una feroce lotta tra le forze schieratesi con il Guardiano e quelle fedeli a Richard, tra le quali figura una Mord-Sith di nome Cara Mason. Il Cercatore uccide una Sorella dell'Oscurità di nome Odette e raggiunge il Giardino della Vita, ove fronteggia lo spirito di Darken Rahl, attraverso il quale ode la voce del Guardiano in persona. Il nemico gli chiede di passare dalla sua parte, offrendogli in cambio di salvare la vita a Kahlan e di donar loro l'immortalità, ma il Cercatore rifiuta e con la Pietra delle Lacrime rispedisce il Guardiano e i suoi spiriti nel mondo sotterraneo.
Richard si precipita ad Aydindril, ma arriva troppo tardi: il Consiglio delle Terre Centrali ha già da tempo eseguito la condanna della Madre Depositaria. Furioso, il Cercatore ne fa strage, per poi accingersi a suicidarsi. Da una cuoca viene però a sapere che a consegnare Kahlan è stato Zedd e, non volendo credere che il mago sarebbe capace di tradire l'amica, lo rintraccia e scopre con gioia che l'esecuzione è stata un'illusione generata dalla magia di Zedd, che così voleva allontanare l'attenzione dei nemici. I protagonisti si ricongiungono a Ebinissia, ove intendono ricostruire da capo quanto è stato distrutto dall'Ordine Imperiale.
Alla fine del libro, lo spirito di Denna, liberato dalla morsa del Guardiano, conduce Richard e Kahlan in un luogo tra i mondi, dove i due innamorati possono per la prima volta passare assieme una notte da amanti.

## Tematiche
Il tema principale riguarda la Seconda Regola del mago; nel corso del libro, tutti i principali personaggi prendono decisioni apparentemente dettate dal buon senso e dalle buone intenzioni, che portano però a conseguenze devastanti.
Inoltre è fondamentale la successiva consapevolezza da parte del protagonista del suo nuovo ruolo: non più semplice guida dei boschi, ma potente Mago Guerriero, investito di enormi responsabilità.

## Edizioni

### Edizioni separate
- Terry Goodkind, Il guardiano delle tenebre, traduzione di Nicola Gianni, I ed., Fanucci, 1999,  p. 416, cap. 71.
- Terry Goodkind, La pietra delle lacrime, traduzione di Nicola Gianni, I ed., Fanucci, 2000,  p. 528, cap. 71.

### Edizioni unificate
- Terry Goodkind, La Spada della verità - Vol. 2, Fanucci, 2001, ISBN 978-88-347-0841-5.
- Terry Goodkind, La Spada della verità - Vol. 2, Fanucci, 2003, ISBN 978-88-347-0977-1.
- Terry Goodkind, La Spada della verità - Vol. 2, Fanucci, 2006, ISBN 978-88-347-1213-9.